# Barowanie
Barowanie (ang. bar – poprzeczka, przeszkoda) – trening konia, mający nauczyć go respektu przed drągami z przeszkód, które przeskakuje.
Barowanie tresuje konia przez strach i ból, zostało więc zakazane przez Międzynarodową Federację Jeździecką. Może spowodować uraz psychiki konia, oraz wytworzenie głębokiej nieufności względem jeźdźca.